# آرامگاه حاج ملا حسن توکلی
آرامگاه حاج ملا حسن توکلی مربوط به پهلوی اول است و در شهرستان گناباد، روستای نوغاب واقع شده و این اثر در تاریخ ۱۱ آذر ۱۳۸۴ با شمارهٔ ثبت ۱۴۰۰۱ به‌عنوان یکی از آثار ملی ایران به ثبت رسیده است.